# توندر
توندر هي قرية في مقاطعة كوهسرخ، إيران. يقدر عدد سكانها بـ 846 نسمة بحسب إحصاء 2016.